# 方兆祥
方兆祥（1942年—），安徽安庆人。中华人民共和国政治人物。
毕业于安徽农学院农学系。1988年，升任中共安庆市委书记。1991年，任中共安徽省委秘书长。1993年，任中共安徽省委副书记。2000年，当选安徽省政协主席 。